# Histioea oculea
Histioea oculea är en fjärilsart som beskrevs av Max Wilhelm Karl Draudt 1915. Histioea oculea ingår i släktet Histioea och familjen björnspinnare. Inga underarter finns listade i Catalogue of Life.